# Jalga
Jalga (oroszul: Ялга) városi jellegű település Oroszországban, Mordvinföldön. Szaranszk városi körzethez tartozik.
Lakossága: 5672 fő (a 2010. évi népszámláláskor).
Szaranszk egyik déli elővárosa, az Inszar folyó bal partján; vasútállomás. Mellette vezet a P-179 jelű Szaranszk–Ruzajevka országút.
A településen keresztül folyó Jelga patakról nevezték el. Az 1890-es években, a Moszkva–Kazany vasútvonal építésekor alapították. 1984-ben városi jellegű település státuszt kapott.
Napjainkban több gazdasági társaság és oktatási intézmény működik a településen, köztük:
- Elektronikai- (Orbita) és orvosi műszerek (Medoborudovanyije)[3]
- Karton csomagolóanyagok gyára (Liszma-Pak)
- Agráripari és élelmiszeripari vállalatok, mint a Mordovia-Holod, a köztársaság (egyik) legnagyobb halfeldolgozó vállalata[4]
- Mordovexpocenter kiállítási központ[5]

Itt működik a szaranszki egyetem két intézete: az agrártudományi, valamint a mechanikai és energetikai intézet is.